# 王锡璋
王锡璋（1915年3月25日—2006年11月7日），男，河南新乡人，中华人民共和国政治人物。

## 生平
早年入学天津南开中学，后任中共镇内淅中心县委城工部长、中共豫西南地委学生工作委员会书记、中共豫西南地委委员及北方大学总务处副处长、中共太行区委新乡城工委书记。1949年后，担任新乡市副市长、市长、市委书记；1958年，升任河南省教育厅厅长（1961年3月-1968年1月，1979年9月-1983年4月）、河南省人大科教文卫委员会主任等职。